# Абай (Актогайский район)
Абай (каз. Абай) — село в Актогайском районе Карагандинской области Казахстана. Административный центр Абайского сельского округа. Находится примерно в 70 км к юго-востоку от села Актогай, административного центра района. Код КАТО — 353631100.

## Население
В 1999 году численность населения села составляла 394 человека (194 мужчины и 200 женщин). По данным переписи 2009 года в селе проживало 288 человек (155 мужчин и 133 женщины).